# Shishi-odoshi

Shishi-odoshi przerywa ciszę japońskiego ogrodu dźwiękiem bambusowej rurki uderzającej o kamień

Shishi-odoshi (jap. 鹿威し, ししおどし) – (1) w szerokim sensie urządzenia odstraszające szkodniki (ptaki, zwierzęta) w rolnictwie, podobnie jak: kakashi, naruko. (2) W wąskim znaczeniu synonim sōzu. 

## Opis
Sōzu to wycięta z bambusa rurka-zbiornik z jednej strony zamknięta, a z drugiej otwarta do pobierania napływającej wody. Rurka jest tak ustawiona w swoim punkcie podparcia, że po napełnieniu wodą opada w dół, wylewając nagromadzoną wewnątrz wody. To proste urządzenie służyło pierwotnie do odstraszania szkodników, obecnie pełni rolę estetyczną, zdobiąc ogrody i wejścia do domostw. Woda wnosi do nich życie, ruch. 

## Galeria

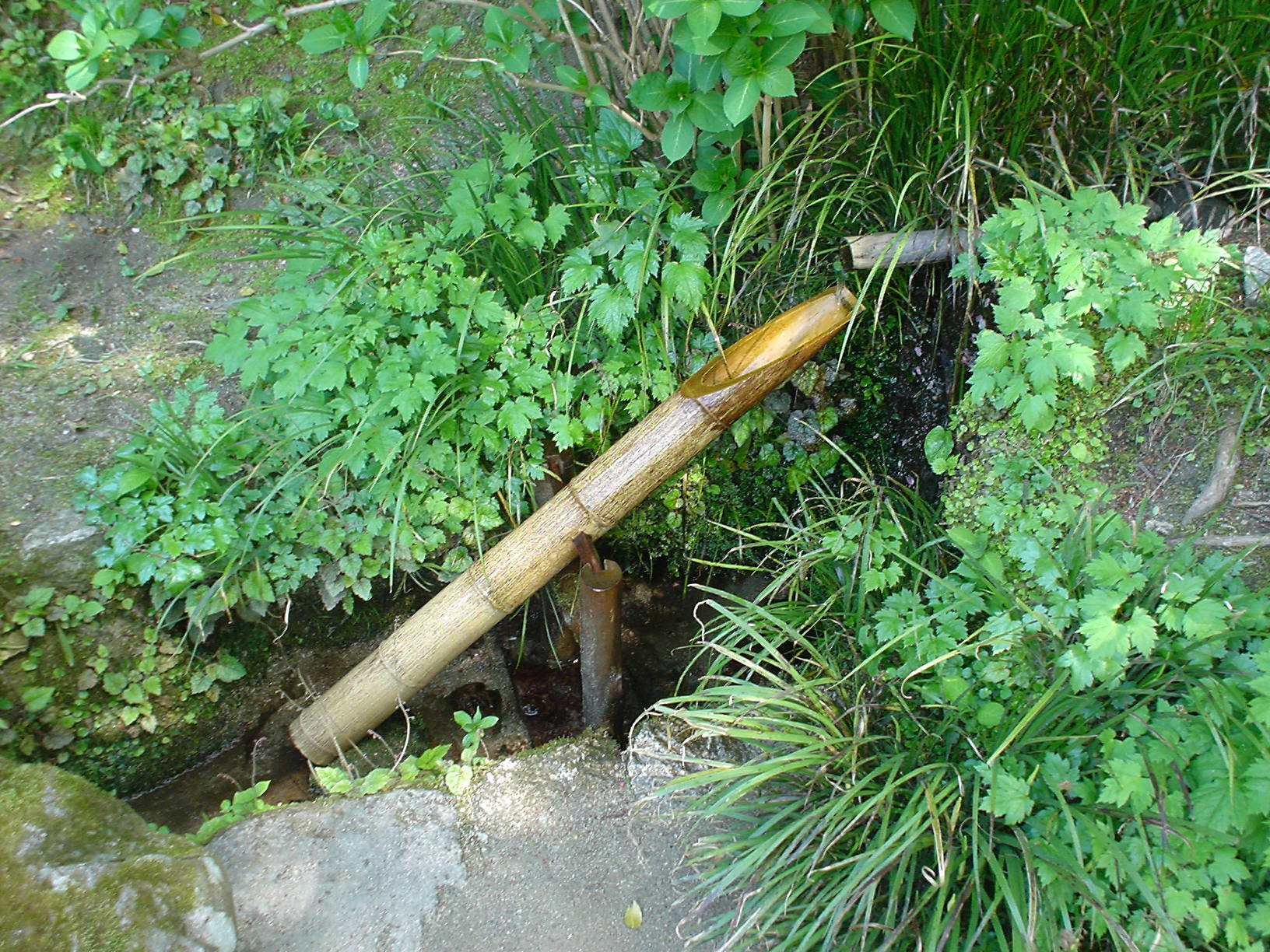
Shishi-odoshi w buddyjskiej świątyni Shisen-dō[3], Kioto
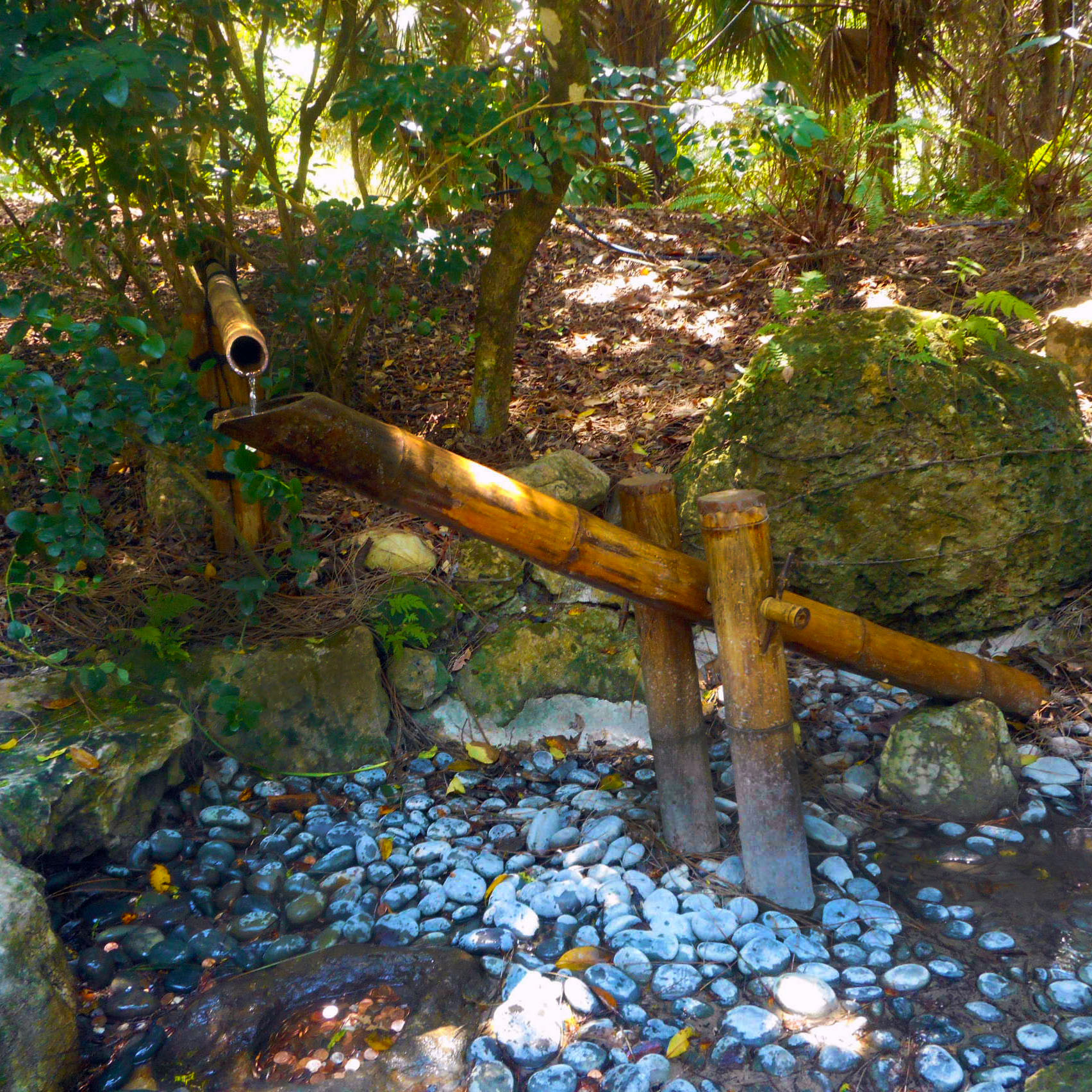
Faza napełniania
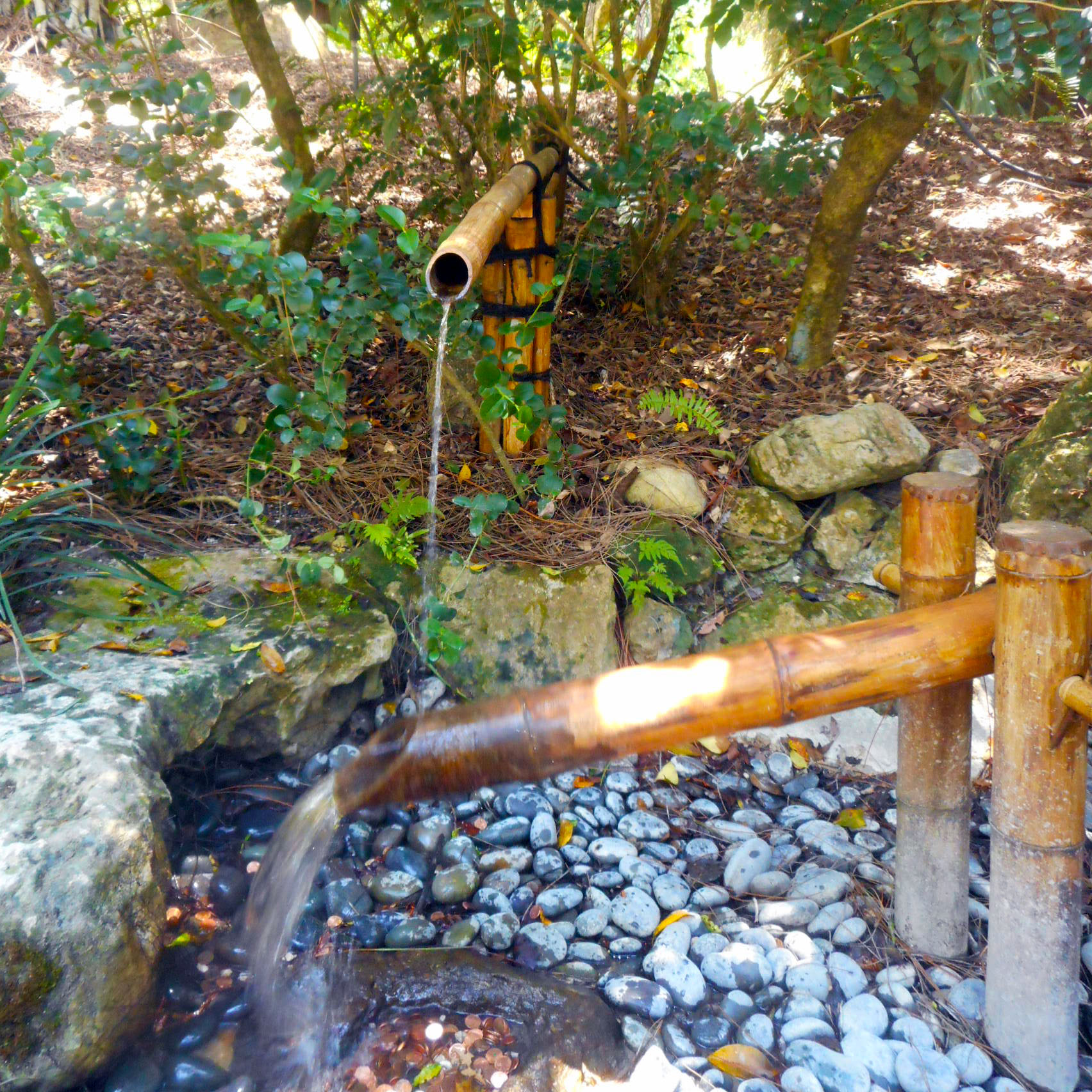
Faza opróżniania